# Gordon Thiessen
Gordon G. Thiessen (né le 14 août 1938 à South Porcupine, qui fait aujourd'hui partie de la ville de Timmins en Ontario) est un économiste canadien. Il a été le gouverneur de la Banque du Canada de 1994 à 2001.

## Biographie
Il étudie l'économie à l'université de la Saskatchewan. Il y obtient un baccalauréat en 1960 et une maîtrise in 1961. En 1962, il y enseigne l'économie. En 1963, il entre à l'emploi de la Banque du Canada, au département des recherches. De 1965 à 1967, il fait des études à la London School of Economics et y obtient un doctorat en économique en 1972.
En 1979, il devient conseiller du gouverneur de la Banque du Canada. En 1984, il est nommé sous-gouverneur de la Banque puis, en 1987, premier sous-gouverneur. Le 1er février 1994, il est nommé gouverneur de la Banque du Canada par le gouvernement canadien, sur recommandation du ministre des Finances Paul Martinpour un mandat de sept ans. Il succède à ce poste à John Crow. Son mandat se termine le 31 janvier. David Dodge lui succède.
Le 1er février 2002, Thiessen devient membre du conseil d'administration de la compagnie Financière Manuvie.

## Titres honorifiques
- Doctorat honorifique en droit de l'université de la Saskatchewan, en 1977.
- Ordre de l'Étoile polaire, décerné par le gouvernement suédois en 1996, en hommage à l'aide apportée par la Banque du Canada lors du développement de la politique de lutte contre l'inflation de la Banque de Suède (Sveriges Riksbank) lorsque la couronne suédoise (krona) devint flottante en janvier 1993[3].
- Officier de l'Ordre du Canada, en 2002[4].